# Ptilotula
Ptilotula  là một chi chim ăn mật bao gồm các loài ở Úc và Papua New Guinea. Chi này bao gồm sáu thành viên cũ của Lichenostomus, và được tạo ra sau khi phân tích phân tử cho thấy chi là đa ngành.Liên minh các nhà điểu học quốc tế đã chấp nhận thay đổi này và chính thức đưa chi vào danh sách tham khảo từ năm 2013. Loài điển hình là Ptilotula flavescens. Các loài chim trong chi này thường sống trong môi trường sống rừng thưa và rừng thưa, và có thể được tìm thấy trong các môi trường khô cằn và bán khô hạn.

## Các loài
Chi này có các loài sau:
- Ptilotula flavescens
- Ptilotula keartlandi
- Ptilotula ornata
- Ptilotula plumula
- Ptilotula fusca
- Ptilotula penicillata